# 100 sladkých holek
100 sladkých holek (v anglickém originále 100 Girls) je americká filmová komedie z roku 2000. Režisérem filmu je Michael Davis. Hlavní role ve filmu ztvárnili Jonathan Tucker, Emmanuelle Chriqui, Larisa Oleynik, James DeBello a Katherine Heiglová.

## Obsazení
| Jonathan Tucker    | Matthew |
| Emmanuelle Chriqui | Patty   |
| Larisa Oleynik     | Wendy   |
| James DeBello      | Rod     |
| Katherine Heiglová | Arlene  |
| Jaime Pressly      | Cynthia |
| Marissa Ribisi     | Dora    |
| Johnny Green       | Crick   |